# Lancaster (California)
Lancaster, fundada en 1877 cuando una antigua parada de diligencias se convirtió en parada del ferrocarril que unía San Francisco y Los Ángeles, es una ciudad del condado de Los Ángeles en el estado estadounidense de California. En el año 2000 tenía una población de 118 718 habitantes y una densidad poblacional de 487.6 personas por km². 
Lancaster está localizada a aproximadamente 110 km al norte de la ciudad de Los Ángeles en el Valle Antelope del Sur de California. Lancaster está separada de la Cuenca de Los Ángeles por la sierra de San Gabriel al sur y de Bakersfield y el Valle de San Joaquín por la sierra de Tehachapi al norte. "Lucho lives here", es el himno de la ciudad.
La ciudad de Lancaster creció de 37 000 residentes durante la incorporación en 1977, a una población estimada en 2008 de 145 243 residentes, y es la segunda ciudad más grande de California en el lado del Desierto de Mojave. Al 2007 la población estimada para el área metropolitana de Palmdale/Lancaster (un término usado por la Oficina del Censo de los EE. UU.) tenía una población de 446 342.

## Geografía
Lancaster se encuentra ubicada en las coordenadas 34°41′13″N 118°9′15″O / 34.68694, -118.15417. Según la Oficina del Censo, la ciudad tiene un área total de 243,9 km² (94,2 mi²), de la cual 243,5 km² (94,0 mi²) es tierra y 0,5 km² (0,2 mi²) (0.19%) es agua.

### Clima
| Parámetros climáticos promedio de Lancaster, California | Parámetros climáticos promedio de Lancaster, California | Parámetros climáticos promedio de Lancaster, California | Parámetros climáticos promedio de Lancaster, California | Parámetros climáticos promedio de Lancaster, California | Parámetros climáticos promedio de Lancaster, California | Parámetros climáticos promedio de Lancaster, California | Parámetros climáticos promedio de Lancaster, California | Parámetros climáticos promedio de Lancaster, California | Parámetros climáticos promedio de Lancaster, California | Parámetros climáticos promedio de Lancaster, California | Parámetros climáticos promedio de Lancaster, California | Parámetros climáticos promedio de Lancaster, California | Parámetros climáticos promedio de Lancaster, California |
| Mes                                                     | Ene.                                                    | Feb.                                                    | Mar.                                                    | Abr.                                                    | May.                                                    | Jun.                                                    | Jul.                                                    | Ago.                                                    | Sep.                                                    | Oct.                                                    | Nov.                                                    | Dic.                                                    | Anual                                                   |
| ------------------------------------------------------- | ------------------------------------------------------- | ------------------------------------------------------- | ------------------------------------------------------- | ------------------------------------------------------- | ------------------------------------------------------- | ------------------------------------------------------- | ------------------------------------------------------- | ------------------------------------------------------- | ------------------------------------------------------- | ------------------------------------------------------- | ------------------------------------------------------- | ------------------------------------------------------- | ------------------------------------------------------- |
| Temp. máx. abs. (°C)                                    | 25.6                                                    | 28.9                                                    | 32.8                                                    | 35.6                                                    | 41.1                                                    | 46.1                                                    | 45                                                      | 43.3                                                    | 41.7                                                    | 38.3                                                    | 30                                                      | 26.1                                                    | 46.1                                                    |
| Temp. máx. media (°C)                                   | 14.8                                                    | 16.5                                                    | 19.5                                                    | 22.9                                                    | 27.9                                                    | 32.7                                                    | 36.6                                                    | 36.4                                                    | 32.6                                                    | 26.3                                                    | 19.4                                                    | 14.4                                                    | 25.0                                                    |
| Temp. media (°C)                                        | 7.2                                                     | 9.1                                                     | 11.8                                                    | 15.1                                                    | 20.1                                                    | 24.5                                                    | 27.9                                                    | 27.2                                                    | 23.2                                                    | 17                                                      | 10.8                                                    | 6.6                                                     | 16.7                                                    |
| Temp. mín. media (°C)                                   | -0.5                                                    | 1.6                                                     | 4.1                                                     | 7.2                                                     | 12.2                                                    | 16.3                                                    | 19.3                                                    | 17.9                                                    | 13.7                                                    | 7.7                                                     | 2.2                                                     | -1.3                                                    | 8.4                                                     |
| Temp. mín. abs. (°C)                                    | -16.1                                                   | -11.7                                                   | -8.3                                                    | -4.4                                                    | 0                                                       | 4.4                                                     | 8.3                                                     | 7.8                                                     | 2.8                                                     | -4.4                                                    | -9.4                                                    | -16.7                                                   | -16.7                                                   |
| Precipitación total (mm)                                | 38.1                                                    | 45.2                                                    | 29                                                      | 8.9                                                     | 2.3                                                     | 1.3                                                     | 2.3                                                     | 2.5                                                     | 3.8                                                     | 11.2                                                    | 13.7                                                    | 29.2                                                    | 187.5                                                   |
| Fuente:                                                 |                                                         |                                                         |                                                         |                                                         |                                                         |                                                         |                                                         |                                                         |                                                         |                                                         |                                                         |                                                         |                                                         |

## Demografía
Según la Oficina del Censo en 2000 los ingresos medios por hogar en la localidad eran de $41 127, y los ingresos medios por familia eran $48 276. Los hombres tenían unos ingresos medios de $40 710 frente a los $27 619 para las mujeres. La renta per cápita para la localidad era de $16 935. Alrededor del 13.8% de la población estaban por debajo del umbral de pobreza.

## Educación
El Distrito Escolar de Lancaster gestiona escuelas primarias y medias públicas.